# Тинлинг, Тед
Катберт Коллингвуд (Тед) Тинлинг (англ. Cuthbert Collingwood 'Ted' Tinling; 23 июня 1910, Истборн — 23 мая 1990, Кембридж) — британский модельер и теннисный администратор, многолетний мастер-распорядитель Уимблдонского турнира, тура Virginia Slims и Международной федерации тенниса. Член Международного зала теннисной славы с 1986 года.

## Биография
Катберт Коллингвуд Тинлинг родился в 1910 году в Истборне. В детстве он страдал астмой, и врачи рекомендовали ему для поправки здоровья проводить время на Французской Ривьере. Там в 13 лет состоялся его дебют в качестве теннисного судьи: на один из матчей с участием знаменитой Сюзанн Ленглен не явился представитель клуба, который должен был его судить, и мальчика попросили выступить в роли судьи на вышке. Ленглен была настолько довольна работой молодого Тинлинга, что со временем стала требовать, чтобы он судил все игры с её участием. Ленглен устроила Тинлингу протекцию на Уимблдонском турнире, где он стал эскортировать игроков перед матчами, а в дальнейшем занял должность мастера-распорядителя.
В 21 год Тинлинг начал заниматься дизайном одежды в качестве основной профессии, открыв модельный бизнес в лондонском районе Южный Кенсингтон. В 1931 году уже состоялся первый показ его моделей, а к 1939 году он перебрался в Мейфэр, где в его фирме, выпускавшей свадебные платья и вечерние туалеты, уже трудились сто работников.
Вскоре началась Вторая мировая война, и Тинлинг был мобилизован на военную службу. Он стал сотрудником британской военной разведки, служил в Алжире, а затем в Германии, и окончил войну в звании подполковника (по слухам, Тинлинг даже лично вёл разведывательную работу). После войны он вернулся в модельный бизнес, но в условиях послевоенной экономики роскошные туалеты, прежде составлявшие основу его бизнеса, не пользовались спросом. Тинлинг, всё ещё сотрудничавший с Всеанглийским лаун-теннисным клубом, обратил своё внимание на пошив спортивной одежды.
Теннисные платья Тинлинга с самого начала вызывали неоднозначное отношение в консервативном мире тенниса, начиная с самой первой модели — платья с цветным бордюром вдоль подола, сшитого им для Джой Ганнон в 1947 году к её уимблдонскому дебюту. Схожим дизайном отличалось платье Бетти Хилтон, в котором она играла в Кубке Уайтмен 1948 года. Платье оказалось настолько раздражающим для основательницы турнира — Хейзел Хочкисс-Уайтмен, — что она пригрозила запретить в нём любые цвета, кроме белого. В следующем году из-за спортивной формы, сшитой Тинлингом, разразился настоящий скандал. Его причиной стало нижнее бельё молодой американской теннисистки Гасси Моран. Моран просила Тинлинга сшить ей для выступлений на Уимблдоне яркое, многоцветное платье, но он решил на сей раз придерживаться строгих правил Всеанглийского клуба по части цвета и вместо этого сшил ей короткое белое платье, а вдоль трусов пустил кружевную оторочку. Появление Гасси на корте в этом наряде вызвало фурор — присутствовавшие на матче фотографы старались снять её с как можно более низкого угла, для чего многие из них попросту ложились на землю. Всеанглийский клуб отреагировал крайне резко, Тинлинг был обвинён в том, что привносит «греховность и вульгарность» в благородную игру, и на 33 года стал на Уимблдоне персоной нон грата.
Это обстоятельство, однако, ничуть не помешало популярности платьев от Тинлинга у теннисисток. Его дизайн отличался индивидуальным подходом, отражая стиль каждой клиентки. С 1952 по 1961 год все чемпионки Уимблдона и большинство победительниц чемпионата США выходили на корт в платьях его пошива, и в 1962 году костюм знаменитой бразильянки Марии Буэно снова вызвал скандал — на сей раз из-за орнамента из ярких цветных лепестков на подоле юбки и трусах, после чего на Уимблдоне во второй раз запретили все отклонения от белого цвета. Позже Тинлинг завязал тесную дружбу с Билли Джин Кинг, одной из первых профессиональных теннисисток 60-х годов. Когда по инициативе Кинг и нескольких её подруг была основана Женская теннисная ассоциация (WTA) и стартовал женский профессиональный тур Virginia Slims, Тед стал его официальным кутюрье, а позже и генеральным распорядителем. Тинлинг был одним из наиболее убеждённых пропагандистов женского тенниса, и в 1973 году, когда состоялась «Битва полов» между Кинг и Бобби Риггсом, именно Тед был автором платья, в котором играла Билли Джин. Тинлинг, остававшийся распорядителем тура Virginia Slims до 1978 года, затем занял этот же пост при Международной федерации тенниса (ITF).
В 60-е и 70-е годы, хотя Тинлинг по-прежнему не допускался на Уимблдонский турнир лично, его спортивная одежда продолжала регулярно появляться на центральном корте. Его платья красовались на победительницах турнира в одиночном разряде в 1971, 1972, 1973, 1975, 1977, 1978 и 1979 годах, а для Морин Коннолли и Крис Эверт он также спроектировал свадебные наряды. Сам Тинлинг, не скрывавший своей гомосексуальной ориентации, хотя и не любивший обсуждать её с посторонними, носил броские костюмы ярких цветов и не расставался с бриллиантовой серьгой-гвоздиком в ухе задолго до того, как это украшение стало широко распространённым.
Официальное примирение Тинлинга с руководством Всеанглийского клуба произошло в 1982 году, когда он был вновь назначен распорядителем Уимблдонского турнира. Уже после этого костюм его дизайна снова вызвал на турнире скандал, и Энн Уайт, для которой в 1985 году Тинлинг изготовил особо облегающую спортивную форму, была снята с соревнований уже после первого круга. Сам дизайнер, напротив, гордился обтягивающим костюмом Уайт, назвав его новым словом в моде, и предрекал, что следующим шагом станет полная замена одежды на раскраску тела.
Тинлинг оставался авторитетной фигурой в теннисном мире на протяжении шести десятилетий, в конце жизни выпустив несколько книг по истории тенниса, а в 1986 году став членом Международного зала теннисной славы. Он скончался в мае 1990 года в Кембридже от заболевания дыхательных путей. Незадолго до смерти он, уже будучи прикован к инвалидному креслу, съездил из Майами, где проходил курс лечения, в Бока-Ратон, чтобы поприсутствовать на дебюте Дженнифер Каприати в профессиональном туре. Тинлинг завещал своё тело Пенсильванскому университету для медицинских исследований, добавив в завещание пункт о перевозке тела из аэропорта на такси: «я не хотел, чтобы они везли меня на автобусе» — объяснял он.
Ровно через месяц после смерти Теда Тинлинга, в день его 80-летнего юбилея накануне начала очередного Уимблдонского турнира, на службе в его память в лондонской церкви св. Якова на Пикадилли собрались многочисленные представители теннисной элиты, включая президента ITF Филиппа Шатрие. Женский теннис был представлен Крис Эверт, Пэм Шрайвер, Моникой Селеш, членом оргкомитета Уимблдонского турнира и чемпионкой 1977 года Вирджинией Уэйд, Кэти Риналди, Джилл Хетерингтон и Кэнди Рейнольдс.